# Beach Unicorns Hannover

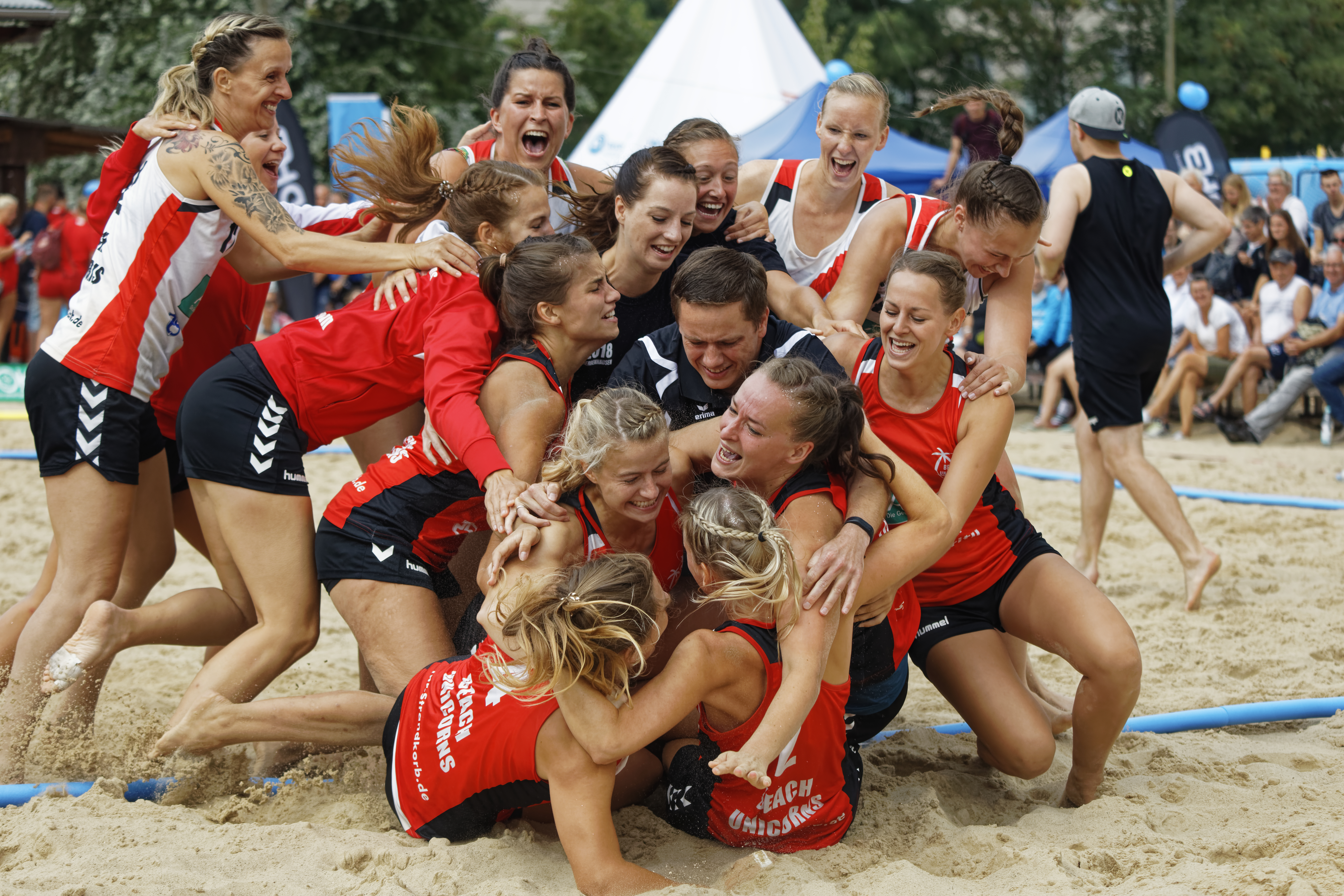
Einzug in das Finale der Deutschen Meisterschaft 2019

Die Beach Unicorns Hannover sind ein 2017 von Dennis Glaser gegründetes Beachhandballteam aus Hannover. Mit dem 2. Platz bei der Deutschen Meisterschaft 2019 in Berlin stieß das Team in die nationale Spitze der weiblichen deutschen Beachhandballteams auf.

## Geschichte
Die Beach Unicorns entstanden 2017 auf Initiative von Stephanie Geffert als Spielerin und Dennis Glaser als Trainer und Team Manager. Aus den Beobachtungen der Deutschen Meisterschaft 2016 entstand die Idee, ein Team auf das gleiche Niveau im Beachhandball zu bringen. Da in Hannover viel Beachhandball als Breitensport gespielt wurde, war es das Ziel, die Kräfte im weiblichen Bereich des Beachhandballs im Raum Hannover zu bündeln. Im Folgenden wurden daher Spieler aus dem Umfeld der Gründungsmitglieder angesprochen und ein Team geformt. Eine erste Trainingseinheit fand am 29. April 2017 statt.
In der ersten Saison 2017 wurde das Ziel der Qualifikation für die Deutsche Meisterschaft des Deutschen Handballbundes mit einem 6. Platz in der German Beach Open Rangliste direkt erreicht. Bei der Endrunde erlangten die Beach Unicorns den geteilten 9. Platz von 10 Teams.
In der zweiten Saison 2018 wurde bei der Deutschen Meisterschaft der Gruppensieg erreicht. Jedoch verloren die Unicorns das Viertelfinale genauso wie alle anderen Gruppensieger und wurden im Folgenden 5.
In der Saison 2019, die die dritte Saison der Beach Unicorns war, wurden sie Zweiter in der Vorrunde, gewannen aber ihr Viertelfinale gegen die Beach Chiller und ihr Halbfinale gegen die Caipiranhas aus Erlangen jeweils im Shoot-Out. Im Finale unterlag man dem Deutschen Meister Strandgeflüster Minden und wurde Deutscher Vizemeister. Neben dem Deutschen Meister erlangten die Beach Unicorns damit die Qualifikation zum EHF Beach Handball Champions Cup auf Sizilien vom 24. bis 27. Oktober 2019.
Nachdem die Deutsche Meisterschaft 2020 aufgrund der COVID-19-Pandemie nicht ausgetragen wurde, fand die Meisterschaft 2021 als Einladungsturnier statt, da keine Qualifikationsturniere ausgespielt wurden. Lediglich die acht stärksten Teams der letzten beiden Deutschen Meisterschaften durften teilnehmen. Die Unicorns erreichten durch einen Sieg im kleinen Finale gegen die Brüder Ismaning die Bronzemedaille.
Zum Beginn des Sommers 2019 wurden die Beach Unicorns Mitglied des MTV Herrenhausen gegr. 1893 e.V. in Hannover, auf dessen Beachsportanlage am Großen Garten sie seit ihrer Gründung trainierten.

## Namensgebung und Motto
Auf der Suche nach einem Namen, der auch gleichzeitig ein Motto sein kann, entstand der Name aus dem Team heraus, getrieben von Jana Ackermann. Das Logo zeichnete Nadine Rohrßen.

## Erfolge
- Deutscher Vizemeister 2019[1]
- EHF Champions Cup 2019 (11.)[2]
- 3. Platz Deutsche Meisterschaft 2021[3]
- German Beach Open Toursieger (1.) 2021
- EHF Champions Cup 2021 (8.)
- German Beach Open Toursieger (1.) 2024[4]
- Deutscher Vizemeister 2024[5]
- EHF Champions Cup 2024 (8.)[6]
- German Beach Open Toursieger 2025
- 3. Platz Deutsche Meisterschaft 2025